# Eochaid mac Ailella
Eochu, o Eochaid, figlio di Ailill Finn (... – ...), è stato, secondo la leggenda e la tradizione storica irlandese medievale, re supremo d'Irlanda.
Succedette al padre che era stato ucciso da Airgetmar e da Dui Ladrach. Secondo il Lebor Gabála Érenn, fu ucciso da Airgetmar e Dui Goffredo Keating afferma che regnò per sette anni, resistette ad Airgetmar e fece pace con Dui, che però lo uccise a tradimento durante un meeting, permettendo così al suo alleato Airgetmar di prendere il potere. Il Lebor Gabála sincronizza la carriera di Conaing con quello di Artaserse I  (465-424 a.C.) di Persia. Goffredo Keating data il suo regno dal 577 al 570 a.C., gli Annali dei Quattro Maestri dal 785 al 778 a.C.